# 2057
2057 (MMLVII) е обикновена година, започваща в понеделник според Григорианския календар. Тя е 2057-ата година от новата ера и, петдесет и седмата от третото хилядолетие и осмата от 2050-те.